# Meiosimyza affinis
Meiosimyza affinis är en tvåvingeart som först beskrevs av Zetterstedt 1847.  Meiosimyza affinis ingår i släktet Meiosimyza och familjen lövflugor. Inga underarter finns listade i Catalogue of Life.